# Lokalavisen Favrskov
Lokalavisen Favrskov er en ugeavis, der udgives i Favrskov Kommune i Østjylland.
Avisens primære udgivelsesområde er Favrskov Kommune, mens den udgives også delvist i tilstødende postdistrikter, herunder Sabro og Trige i Aarhus Kommune og Fårvang, Gjern og Sorring i Silkeborg Kommune. Redaktionen holder til i den gamle stationsbygning i Hadsten.
Avisen blev i sin nuværende form etableret i 2018 ved en sammenlægning af FavskovPosten og FavrskovAvisen.
Lokalavisen Favrskov ejes og udgives af Politikens Lokalaviser A/S, der en del af JP/Politikens Hus.

## Oplag
Oplagstal baseret på Danske Mediers oplagstal:
- 2018: 30.457
- 2019: 28.418